# Communistische Partij van Tadzjikistan
De Communistische Partij van Tadzjikistan (Tadzjieks: Ҳизби коммунистии Тоҷикистон, Hisbi kommunistii Todschikiston; Russisch: Коммунистическая партия Таджикистана, Kommoenistitsjeskaja partija Tadzjikistana) is een politieke partij in Tadzjikistan. De partij werd opgericht in 1925 en was tot 1991 de enige toegestane partij in de toenmalige Tadzjiekse SSR. In 1991 werd de naam gewijzigd in Socialistische Partij van Tadzjikistan, maar deze naamswijziging was slechts kortstondig. Gedurende de Tadzjiekse Burgeroorlog (1992-1997) steunde de communistische partij het Volksfront van Tadzikistan. 
Bij de Tadzjiekse parlementsverkiezingen van 2010 heeft de partij 8,20% van de stemmen gekregen en kreeg daarmee 2 zetels. Dit zetelaantal bleef behouden bij de verkiezingen van 2020.
De partij is lid van de Unie van Communistische Partijen — Communistische Partij van de Sovjet-Unie.